# فنسنت فرانكلين
فنسنت فرانكلين (بالإنجليزية: Vincent Franklin)‏ هو ممثل بريطاني، ولد في 3 نوفمبر 1966 بيوركشاير في المملكة المتحدة.

## أعمال

### أفلام
- (1999) توبسي ترفي
- (2001) من الجحيم[4]
- (2002) هوية بورن[5]
- (2006) المخادع
- (2014) السيد تيرنر[6][7]

## وصلات خارجية
- فنسنت فرانكلين على موقع IMDb (الإنجليزية)
- فنسنت فرانكلين على موقع ألو سيني (الفرنسية)
- فنسنت فرانكلين على موقع أول موفي (الإنجليزية)
- فنسنت فرانكلين على موقع قاعدة بيانات الأفلام السويدية (السويدية)
- فنسنت فرانكلين على موقع قاعدة بيانات الفيلم (الإنجليزية)
- فنسنت فرانكلين على موقع كينوبويسك (الروسية)